# Hugh Dempster
Hugh Dempster (3 de agosto de 1900 – 30 de abril de 1987) foi um ator de teatro e cinema britânico.
Dempster nasceu em 3 de agosto de 1900, em Londres, Inglaterra.
Ele estrelou em Vice Versa, Anna Karenina, The Winslow Boy, The Fan, Scrooge, The House Across the Lake, e em The Ghost Train.
Dempster faleceu em 30 de abril de 1987, em Chicago, Illinois, Estados Unidos, vítima de uma pneumonia. Ele tinha 86 anos.

## Filmografia selecionada
- The Great Well (1924)
- Lord Babs (1932)
- Music Hath Charms (1935)
- Marigold (1938)
- Three Silent Men (1940)
- Anna Karenina (1948)